# チャールズ・マイルドメイ (第18代フィッツウォルター男爵)
第18代フィッツウォルター男爵チャールズ・マイルドメイ（英語: Charles Mildmay, 18th Baron FitzWalter、1670年8月31日 – 1728年2月16日）は、イングランド貴族。ホイッグ党所属。

## 生涯
第17代フィッツウォルター男爵ベンジャミン・マイルドメイとキャサリン・フェアファクス（Catherine Fairfax、1648年頃 – 1725年3月20日、第3代フェアファクス子爵ウィリアム・フェアファクスの娘）の息子として、1670年8月31日に生まれ、9月3日にリトル・バッドウで洗礼を受けた。1679年6月1日に父が死去すると、フィッツウォルター男爵の爵位を継承した。1680年頃、クラッパム・スクール（Clapham School）で教育を受けた。1680年代中にクラッパム・スクールの校長がいわゆる「トーリー党の反動」（Tory reaction）により教会裁判所で訴えられることを目にしたためか、1687年春に作成されたジェームズ2世の政策に反対する貴族のリストに名を連ねた。
1690年イングランド総選挙の時点では未成年だったが、エセックス選挙区のホイッグ党候補への支持を表明して選挙活動をした。貴族院へは1691年11月6日に初登院した。1695年イングランド総選挙でもホイッグ党の候補を支持し、第3代準男爵サー・フランシス・マサムは当選したものの同族のフランシス・マイルドメイは落選した。1696年12月、貴族院で第3代準男爵サー・ジョン・フェンウィックの私権剥奪（attainder）に反対した。『英国上院史』によると、フィッツウォルター男爵がほぼ確実に便宜的国教徒（occasional conformist）だったため、1702年12月の便宜的国教徒禁止法案をめぐって、第2代ノッティンガム伯爵ダニエル・フィンチはフィッツウォルター男爵の反対を予想したという。1710年3月、ヘンリー・サシェヴェレルの弾劾裁判でサシェヴェレルを有罪とした。貴族院会議への出席率は政争を呼ぶ議題が持ち上がった時期には高く、それ以外の時期には低いというパターンを繰り返した。
1710年にトーリー党政権が成立すると、第4代リヴァーズ伯爵リチャード・サヴェージの説得もあり政権を支持し、1711年末には600ポンドの年金を受給した。1711年12月の「スペインなくして講和なし」の動議では政権を裏切って賛成したが、その裏には第3代サンダーランド伯爵チャールズ・スペンサーがハノーファーの外交官ハンス・カスパール・フォン・ボートマーを代表して、1,200ポンドでフィッツウォルター男爵を買収したという背景がある。これにより、フィッツウォルター男爵は政府からの年金を失った。
1727年7月10日に最後の貴族院登院をした後、1728年2月16日に死去、24日にチェルムスフォードで埋葬された。弟ベンジャミンが爵位を継承した。

## 家族
1693年6月8日、エリザベス・バーティー（Elizabeth Bertie、1675年7月24日 – 1738年12月20日、チャールズ・バーティーの娘）と結婚したが、1715年1月までに別居した。